# Bącza Kunina
Bącza Kunina (prononciation : [ˈbɔnt͡ʂa kuˈɲina]) est une localité polonaise de la gmina de Nawojowa, située dans le powiat de Nowy Sącz en voïvodie de Petite-Pologne.